# Iggy Azalea
Amethyst Amelia Kelly známa pod uměleckým jménem Iggy Azalea je australská raperka. Celosvětově se proslavila hlavně díky svému mega hitu Fancy a Black Widow.

## Dětství
Iggy Azalea se narodila v Sydney v Austrálii, poté se s rodinou přestěhovali do Mullumbimby v Novém Jižním Walesu. Její otec Brendan Kelly byl malíř a matka Tanya Kelly uklízečka v hotelu. Azalea prohlásila, že ji umění jejího otce ovlivnilo v její práci. Iggy začala rapovat už ve 14 letech a založila si kapelu spolu se dvěma holkami ze sousedství. Navštěvovala střední školu a ve volném čase si s matkou vydělávala uklízením hotelů. Ve svých 16 letech utekla z domu na Floridu do USA, kde chtěla prorazit jako hip hopová umělkyně. Rodičům řekla, že s kamarádkou jedou na dovolenou, přitom byla rozhodnuta, že pokud chce prorazit v hip hopu musí se přestěhovat do země, kde tento hudební styl vznikl.

## Hudební kariéra

### 2010-11: Začátek kariéry
Své umělecké jméno si vytvořila spojením jména jejího psa "Iggy" a ulice, ve které vyrůstala "Azalea". O něco později poznala pár lidí z Interscope Records, kteří ji nabídli, aby se přestěhovala do Los Angeles a podepsala s nimi smlouvu. V roce 2011 začala nahrávat své videa na YouTube. První video, kterým na sebe upozornila se jmenovalo "Pussy". 27. září 2011 vydala svůj první mixtape nazvaný "Ignorant Art", na kterém se nacházely například písně "Pussy", "My World" a "The Last Song". Ke konci roku 2011 oznámila, že by příští rok ráda vydala své první studiové album The New Classic.

### 2012: Problémy se společností a Glory
Azalea se spojila s raperem T.I., který měl být výkonným producentem jejího prvního alba The New Classic. Album mělo vyjít v červnu 2012, ale společnost Interscope Records s účastí rapera T.I. nesouhlasila a album nepovolila. Proto podepsala smlouvu s Grand Hustle Records, která též trvala na odložení vydání alba. 26. března 2012 vydala duet s T.I. "Murda Bizness", který měl plnit funkci pilotního singlu z nadcházejícího alba. V dubnu 2012 oznámila, že vydá EP Glory. Kvůli dalším problémům s nahrávacím společností se podepsala pod Def Jam. 31. května 2012 byla vydána píseň Steva Aoki a Angger Dimase, "Beat Down", na které se objevila i Iggy. 24. června 2012 vydala druhý singl "Millionaire Misfits" a 30. července 2012 celé EP Glory. 11. října 2012 vydala svůj druhý mixtape "TrapGold", na kterém pracovala s Diplo. Na jeho podporu vydala píseň "Bac 2 Tha Future (My Time)".

### 2013-2014: The New Classic a Reclassified
V lednu a únoru 2013 účinkovala jako předskokan na Radiactive Tour Rity Ory ve Spojeném království. Podepsala se pod nahrávací společnost Mercury Records a 11. února vydala pilotní singl pro The New Classic, Work. 13. března vydala k této písni videoklip, který režírovaly Jonas & François. Poté následovala rapera Nas na jeho turné Life Is Good Tour po Evropě. V dubnu 2013 se podepsala pod nahrávací společnost Island Def Jam. 26. dubna 2013 vydala druhý singl Bounce. V červenci 2013 potvrdila, že bude dělat předskokana pro Beyoncé a její turné Mrs. Carter Show World Tour po Austrálii. 19. srpna 2013 vydala třetí singl, duet s T.I., Change Your Life. Společnost ji kvůli nabitému programu zakázala vydat album dříve než v březnu 2014.
6. února 2014 vydala čtvrtý singl, duet s Charli XCX, Fancy. Video k této písni vyšlo 4. března 2014. Tento singl se stal globálním mega hitem a dostal se na vrchol například v USA. Její první studiové album The New Classic konečně vyšlo 21. dubna 2014 a setkalo se s docela velkým úspěchem. 28. dubna vyšel mega hit "Problem" od Ariany Grande, na které se objevila i Iggy. Také se objevila na albu A.K.A. od Jennifer Lopez. 24. června 2014 vydala pátý singl z alba Black Widow, na kterém se objevila i Rita Ora. Singl navazoval na úspěchy jeho předchůdce Fancy. Objevila se i na singlu "Booty" od Jennifer Lopez a "No Mediocre" od T.I. V listopadu 2014 vyšla reedice alba The New Classic s názvem Reclassified, která obsahovala pět nových písní, z toho dva singly Beg For It a Trouble.

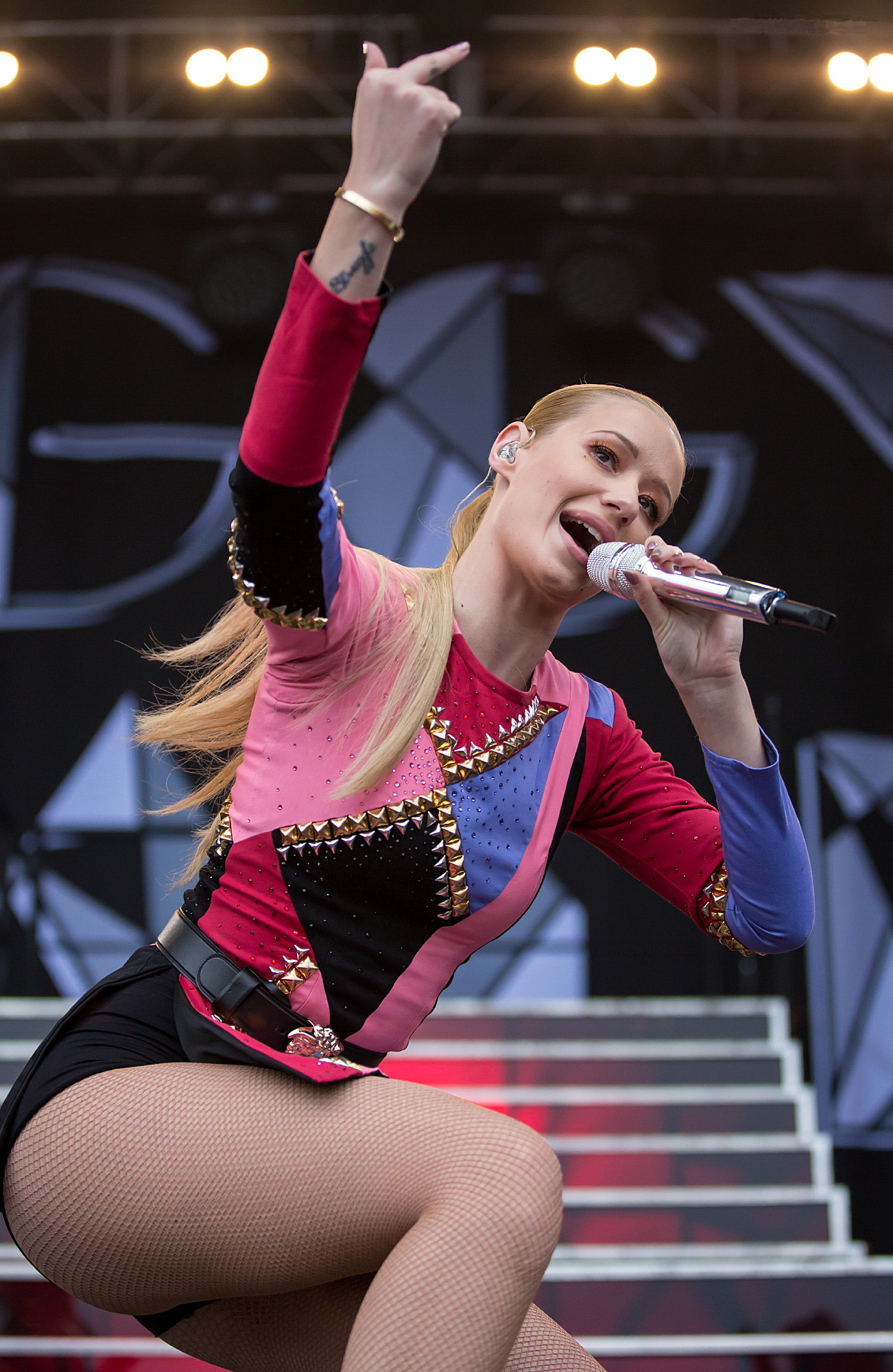
Iggy vystupující v říjnu 2014

### 2015-2018:Digital DistortionaSurvive the Summer
V prosinci 2014 oznámila, že v roce 2015 vyjede na The Great Escape Tour, které bude propagovat její druhé studiové album, ale v březnu 2015 bylo turné přesunuto na podzim téhož roku. V lednu 2015 prozradila, že již pracuje na svém novém albu. 4. května 2015 vydala svou dlouho očekávanou spolupráci s Britney Spears, Pretty Girls. V květnu 2015 oznámila, že její nové album vyjde v roce 2016. V říjnu 2015 odhalila název druhého alba Digital Distortion. V roce 2016 vydala první singl z něj Team, ten byl v roce 2017 následovaný singly Mo Bounce a poté Switch se zpěvačkou Anittou. Druhé album Digital Distortion nikdy nevydala a datum jeho vydání bylo naplánováno na polovinu roku 2016, poté ho posunula do roku 2017 poté, co se rozešla s jejím snoubencem, aby pracovala na novém materiálu a poté mělo být album vydáno v červnu 2017. 7. listopadu 2017 však album oficiálně zrušila a oznámila, že vydá nový projekt s názvem Survive the Summer následující rok s novou nahrávací společností a s novým vedením.

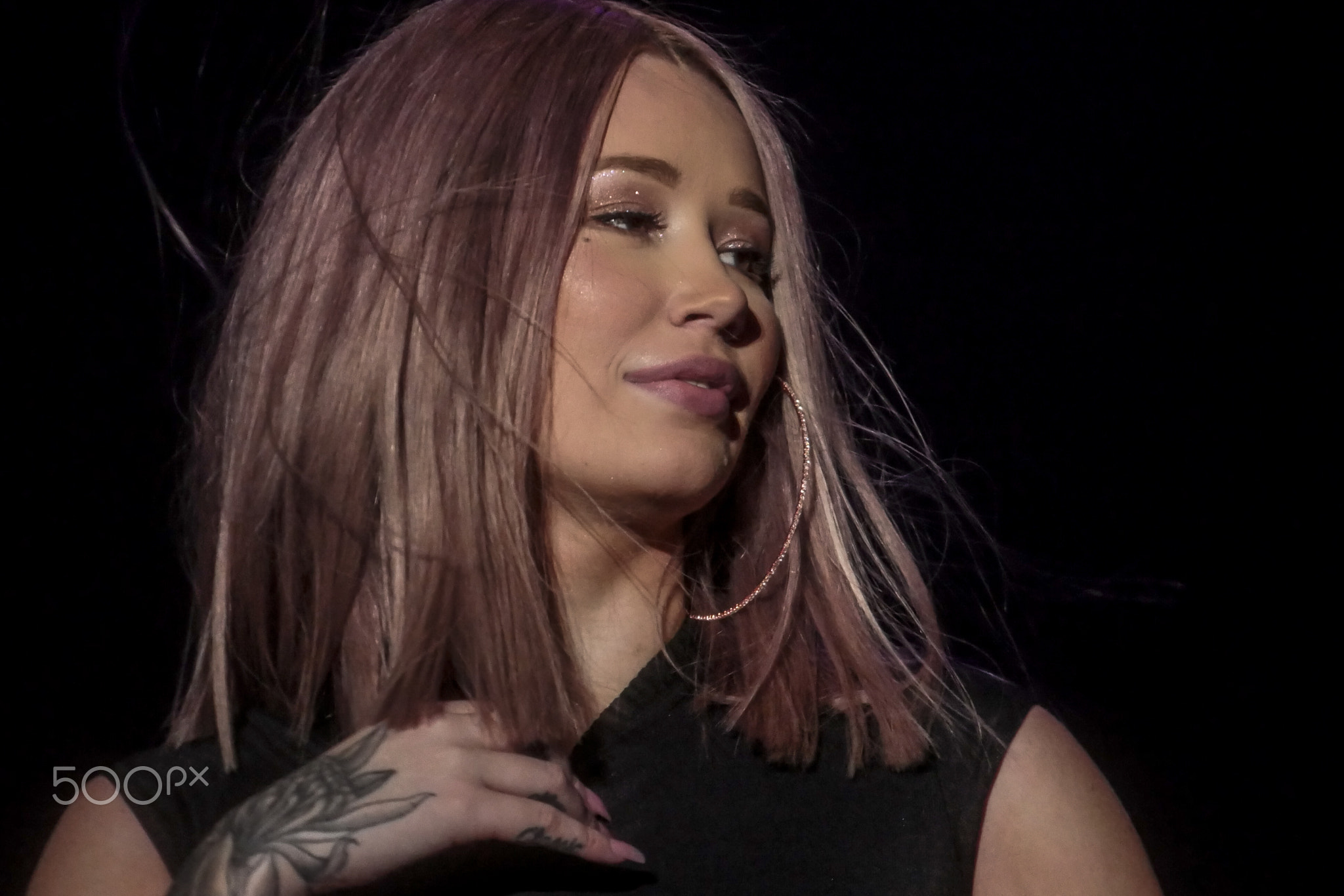
Iggy vystupující v listopadu 2017

EP Survive the Summer vydala 3. srpna 2018. Z alba vyšel singl Kream s Tygou. Dne 3. listopadu 2018 tweetovala, že opustila nahrávací společnost Island Records, se kterým začala spolupracovat v roce 2017. Založila také vlastní nahrávací společnost, která byla poté pojmenována New Classic Records, společnost později přejmenovala na Bad Dreams.

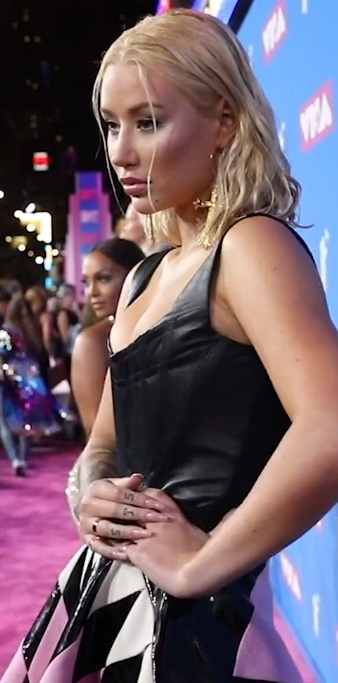
Iggy na červeném koberci během MTV Video Music Awards 2018

### 2019:In My DefenseaWicked Lips
Na začátku února 2019 oznámila, že dokončila práci na svém druhém studiovém albu In My Defense. Dne 27. února oznámila, že singl Sally Walker bude prvním singlem z alba, který vyšel v březnu 2019. 3. května 2019 vydala druhý singl Started. 24. června 2019 prostřednictvím Twitteru oznámila, že její album In My Defense bude vydáno 19. července 2019, což se také stalo.
27. září 2019 Azalea oznámila, že vydá nové EP. Později na svém Twitteru oznámila, že plánuje jeho vydání 15. listopadu 2019 a jeho název je Wicked Lips. Z EP vydala singl Lola. Dne 2. prosince nakonec vydala EP a na něm textařsky spolupracovala například s Noah Cyrus.

### 2020–doposud: Třetí studiové albumThe End of an Era
Dne 21. srpna 2020 vydala singl Dance Like Nobody's Watching se zpěvačkou Tinashe. Jednalo se o první oficiální singl z připravovaného třetího alba The End of an Era, než se ho rozhodla nahradit singlem Sip It, který byl vydán v dubnu 2021 s rapperem Tygem, ve stejný den vyšla i píseň Brazil. V červnu oznámila, že album vyjde v srpnu. Později v červnu Pitbull oznámil turné I Feel Good Tour s Iggy jako předskokankou. 2. července vydala druhý singl z alba I Am The Strip Club. 15. července potvrdila, že projekt je jejím posledním studiovým albem před hudební přestávkou, aby se mohla soustředit na další věci, které miluje, potenciálně rozšířit její řadu parfémů. 2. srpna oznámila termín vydání alba 13. srpna 2021. O den později odhalila obal alba a potvrdila, že album bude obsahovat 14 písní v standardní edici a 17 v deluxi edici alba, která bude mít vlastní obal.

## Inspirace
Iggy byla od útlého věku velmi ovlivněna raperem Tupac Shakur. Mezi další její vzory, kteří ji poté ovlivnili také patří Missy Elliott, Grace Kelly, Lil' Kim, Gwen Stefani, Spice Girls, Victoria Beckham a Fran Drescher.

## Osobní život
Koncem roku 2011 začala Iggy Azalea chodit s americkým raperem ASAP Rockym. Po jejich rozchodu začala chodit s basketbalistou Nicken Youngem. Pár 1. června 2015 oznámil své zasnobení. Dne 19. června 2016 oznámila, že se s Youngem rozešla poté, co na internet uniklo video ukazující Younga, jak ji podvádí. Na konci roku 2018 začala chodit s americkým rapperem Playboiem Cartim a v červnu 2020 potvrdila, že se jim narodil syn jménem Onyx Carter.

## Diskografie

### Studiová alba
| Rok  | Album                                                               | Umístění | Umístění | Umístění | Umístění | Umístění | Umístění | Umístění | Prodejnost                                 | Certifikace                            |
| Rok  | Album                                                               | CZE      | AUS      | IR       | KAN      | ŠVÉ      | UK       | USA      | Prodejnost                                 | Certifikace                            |
| ---- | ------------------------------------------------------------------- | -------- | -------- | -------- | -------- | -------- | -------- | -------- | ------------------------------------------ | -------------------------------------- |
| 2014 | The New Classic - 1. studiové album - Vydáno: 21. duben 2014        | -        | 2        | 13       | 2        | 12       | 5        | 3        | - AUS: 35 000 - KAN: 40 000 - USA: 500 000 | - AUS: Zlatá - KAN: Zlatá - USA: Zlatá |
| 2019 | In My Defense - 2. studiové album - Vydáno: 19. července 2019       |          |          |          |          |          |          |          |                                            |                                        |
| 2021 | The End of an Era - 3. studiové album - Bude vydáno: 13. srpna 2021 |          |          |          |          |          |          |          |                                            |                                        |

### Reedice
| Rok  | Album                                                                    | Umístění | Umístění | Umístění | Umístění | Umístění | Umístění | Umístění | Prodejnost | Certifikace |
| Rok  | Album                                                                    | CZE      | AUS      | IR       | KAN      | ŠVÉ      | UK       | USA      | Prodejnost | Certifikace |
| ---- | ------------------------------------------------------------------------ | -------- | -------- | -------- | -------- | -------- | -------- | -------- | ---------- | ----------- |
| 2014 | Reclassified - Reedice alba The New Classic - Vydáno: 21. listopadu 2014 | -        | 22       | -        | -        | 32       | 59       | 16       |            |             |

### Extended plays
| Rok  | Název                        |
| ---- | ---------------------------- |
| 2012 | Glory                        |
| 2013 | Change Your Life             |
| 2013 | iTunes Festival: London 2013 |
| 2018 | Survive the Summer           |
| 2019 | Wicked Lips                  |

### Mixtapy
| Rok  | Název        |
| ---- | ------------ |
| 2011 | Ignorant Art |
| 2012 | TrapGold     |

### Singly
- Jako hlavní umělec

| Rok  | Název písně                           | Pozice v mezinárodních žebříčcích | Pozice v mezinárodních žebříčcích | Pozice v mezinárodních žebříčcích | Pozice v mezinárodních žebříčcích | Pozice v mezinárodních žebříčcích | Pozice v mezinárodních žebříčcích | Pozice v mezinárodních žebříčcích | Pozice v mezinárodních žebříčcích | Album           |
| Rok  | Název písně                           | CZE                               | AUS                               | IR                                | KAN                               | NZ                                | ŠVÉ                               | UK                                | USA                               | Album           |
| ---- | ------------------------------------- | --------------------------------- | --------------------------------- | --------------------------------- | --------------------------------- | --------------------------------- | --------------------------------- | --------------------------------- | --------------------------------- | --------------- |
| 2013 | „Work“                                | -                                 | 79                                | 42                                | 87                                | -                                 | -                                 | 17                                | 54                                | The New Classic |
| 2013 | „Bounce“                              | -                                 | -                                 | 34                                | -                                 | -                                 | -                                 | 13                                | -                                 | The New Classic |
| 2013 | „Change Your Life“ (featuring T.I.)   | -                                 | 44                                | 28                                | -                                 | 38                                | -                                 | 10                                | 122                               | The New Classic |
| 2014 | „Fancy“ (featuring Charli XCX)        | 11                                | 5                                 | 12                                | 1                                 | 1                                 | 23                                | 5                                 | 1                                 | The New Classic |
| 2014 | „Black Widow“ (featuring Rita Ora)    | 26                                | 15                                | 9                                 | 6                                 | 11                                | 23                                | 4                                 | 3                                 | The New Classic |
| 2014 | „Beg For It“ (featuring MØ)           | -                                 | 29                                | -                                 | 44                                | -                                 | -                                 | 111                               | 27                                | Reclassified    |
| 2015 | „Trouble“ (featuring Jennifer Hudson) | -                                 | 10                                | 20                                | 73                                | -                                 | -                                 | 13                                | 67                                | Reclassified    |
| 2015 | „Pretty Girls“ (s Britney Spears)     | -                                 | -                                 | -                                 | -                                 | -                                 | -                                 | -                                 | -                                 | -               |

- Jako hostující umělec

| Rok  | Název písně                                                   | Pozice v mezinárodních žebříčcích | Pozice v mezinárodních žebříčcích | Pozice v mezinárodních žebříčcích | Pozice v mezinárodních žebříčcích | Pozice v mezinárodních žebříčcích | Pozice v mezinárodních žebříčcích | Pozice v mezinárodních žebříčcích | Pozice v mezinárodních žebříčcích | Pozice v mezinárodních žebříčcích | Album                |
| Rok  | Název písně                                                   | CZE                               | AUS                               | FRA                               | IR                                | KAN                               | NĚM                               | NZ                                | UK                                | USA                               | Album                |
| ---- | ------------------------------------------------------------- | --------------------------------- | --------------------------------- | --------------------------------- | --------------------------------- | --------------------------------- | --------------------------------- | --------------------------------- | --------------------------------- | --------------------------------- | -------------------- |
| 2012 | „Beat Down“ (Steve Aoki a Angger Dimas featuring Iggy Azalea) | -                                 | -                                 | -                                 | -                                 | -                                 | -                                 | -                                 | 44                                | -                                 | Wonderland (Remixed) |
| 2014 | „Problem“ (Ariana Grande featuring Iggy Azalea)               | 5                                 | 2                                 | 14                                | 1                                 | 3                                 | 19                                | 1                                 | 1                                 | 2                                 | My Everything        |
| 2014 | „No Mediocre“ (T.I. featuring Iggy Azalea)                    | -                                 | 36                                | 35                                | -                                 | 59                                | 41                                | 34                                | 49                                | 33                                | Paperwork            |
| 2014 | „Booty“ Jennifer Lopez featuring Iggy Azalea)                 | -                                 | 27                                | -                                 | -                                 | 11                                | 78                                | 30                                | 137                               | 18                                | A.K.A.               |